# 白霍盧尼察
58°50′N 50°51′E / 58.833°N 50.850°E
白霍盧尼察（俄语：Бе́лая Холуница）是俄羅斯基洛夫州的一個城市，位於白霍盧尼察河畔，距基洛夫東北82公里。2002年人口11,975人。
1764年建立，1965年設市。